# アイアンビーム
アイアンビーム (ヘブライ語: קֶרֶן בַּרְזֶל, keren barzel)はイスラエルのラファエル・アドバンスド・ディフェンス・システムズによって開発された指向性エネルギー兵器であり、対空防御システムの一種である。
2014年2月11日のシンガポール・エアショーにて公開された。2023年現在、2025年の実戦配備を目指して開発中である。

## 概要
アイアンビームは短距離ロケット、砲兵による砲弾、迫撃砲弾などを撃墜するために設計されている。7kmまでの射程を持ち、アイアンドームシステムで効果的に迎撃するには近すぎる発射体を落とす。さらにこのシステムは無人航空機も迎撃可能である。アイアンビームは上限7kmの射程にいる標的を破壊するため、「指向性高エネルギーレーザービーム」を用いる。アイアンビームはおそらく、アロー2、アロー3、ダビッドスリングやアイアンドームに加えて、イスラエルの防空システムを組織化する第5番目の要素を構成する。とはいえアイアンビームは単独でも使用可能である。
空中標的の破壊にあたり、アイアンビームはファイバーレーザーの4～5秒の照射を用いている。単独のシステムとして用いるのであれ、防空システムの一部として外部から情報を得るのであれ、脅威は監視システムにより探知され、交戦の指令を受けて車両化されたプラットフォームにより追尾される。指向性エネルギー兵器を利用する際の、伝統的な迎撃ミサイルを上回る主な利益とは、一発当たりの費用が安く、発射数に制限がないこと、運用コストが安いこと、さらにマンパワーの低減である。守備エリアに迎撃体の破片が落ちることもない。一度ごとの迎撃にかかるコストは高額なミサイル迎撃機と似ておらず、些細である――1発照射するための全費用をまかなってもおおよそ2,000ドルであり、対して迎撃ミサイル1発の発射には10万ドルから15万ドルがかかる。
2016年、レーザーの出力レベルは「数10kW」程度であり、数100kWに増強する計画があると報告された。
2016年時点でアイアンビームは主にイスラエル国防省からの出資を受けており、またラファエル社は国防省がどのようなシステムの運用を選ぶか、決定を待っているとされた。さらにラファエル社はこのシステムの射程延伸を図っており、さらなる試作機の開発のため他企業と協働していた。
本システムはラファエル社の作り出した、研究開発に5年を要した固体レーザーに基づいている。資本提供は国防省によるもので、また広範にアメリカが保証を引き受けていた。アイアンビームの射撃班は機動力を持ち、防空レーダーやコマンド・アンド・コントロール(C2)ユニット、そして2機のHEL（高エネルギーレーザー）システムで構成されている。
公式情報は参照できないが、2020年の報告では、アイアンビームの最大射程は上限7kmと考えられ、ミサイルや無人機（UAV、ドローン）そして迫撃砲弾も、2機の高エネルギーファイバー光学レーザーと標的が接触した後、約4秒の照射で撃墜可能なことを伝えている。